# Estación de Estivella-Albalat
Estivella-Albalat, también denominada Estivella-Albalat de Taronchers (en valenciano y según Adif: Estivella-Albalat dels Tarongers), es una estación de ferrocarril situada en el municipio español de Estivella —cerca de Albalat de Taronchers—, en la provincia de Valencia. La estación forma parte de la línea C-5 de Cercanías Valencia y cuenta con servicios de pasajeros.

## Situación ferroviaria
La estación está situada en el punto kilométrico 261,1 de la línea de ancho ibérico que une Zaragoza con Sagunto, a 110,30 metros de altitud, entre las estaciones de Algimia-Ciudad y Gilet. El tramo es de vía única y está sin electrificar. 
El kilometraje se corresponde con el histórico trazado entre Calatayud y Valencia, tomando la primera como punto de partida. 

## Historia
La estación fue puesta en funcionamiento el 15 de mayo de 1898 con la apertura del tramo Segorbe-Sagunto de la línea que pretendía unir Calatayud con Valencia. Las obras corrieron a cargo de la Compañía del Ferrocarril Central de Aragón.
En 1941, con la nacionalización de la totalidad de la red ferroviaria la estación pasó a ser gestionada por RENFE. En 1958 la estación ya estaba integrada en el servicio de Cercanías de Valencia, formando parte de la línea Mora de Rubielos-Valencia. Desde el 31 de diciembre de 2004 Adif es la titular de las instalaciones.

## La estación
La próxima puesta en servicio de un apartadero de más de 750 m, apto para cruces de trenes de mercancías, hace de esta estación una de las más importantes del tramo Teruel-Sagunto.

## Servicios ferroviarios

### Cercanías
Forma parte de la línea C-5 de Cercanías Valencia. La frecuencia media es de tres trenes diarios. De los tres trenes sentido Sagunto, uno continúa hasta Valencia-Norte.
| procedencia/destino | < estación | Línea | estación >     | destino/procedencia |
| ------------------- | ---------- | ----- | -------------- | ------------------- |
| Valencia-Norte      | Gilet      |       | Algimia-Ciudad | Caudiel             |